# Najade (Schiff, 1894)
Die Najade war ein als Seebäderschiff in der Nordsee dienender Raddampfer der Bremer Reederei Norddeutscher Lloyd (NDL).

## Bau und technische Daten
Das Schiff, ein Seitenraddampfer mit einem Schornstein und zwei Masten, lief im April 1894 auf der Werft von F. Schichau in Danzig vom Stapel. Es war 71,21 m lang und 9,2 m breit (ohne die seitlichen Radkästen) und mit 724 BRT vermessen. Eine Dreifachexpansions-Dampfmaschine ermöglichte eine Geschwindigkeit von 16 Knoten. Die Najade war bis zur Indienststellung der mit 844 BRT etwas größeren Nixe im Jahre 1899 das größte und eleganteste Seebäderschiff des NDL und wurde von der Reederei und der Presse als „Salonschnelldampfer“ bezeichnet. Es war mit Promenadendeck, großem Speisesalon, Damensalon und einem separaten Rauchsalon ausgestattet und bot Platz für 670 Passagiere. Auch Schlafkabinen waren vorhanden.

## Schicksal
Das Schiff wurde im Mai 1894 in Dienst gestellt und bediente, in den Sommermonaten, die Strecken von Bremerhaven nach Helgoland und Norderney. (Weiter nach Borkum und anderen ostfriesischen Inseln ging es von Norderney mit Schiffen der 1889 gegründeten AG Ems).
Ab 1898 verlegte die Najade, wie auch die Nixe, für die Wintermonate nach Neapel und führte dort Ausflugsfahrten nach Sorrent, Ischia, Capri und zur Blauen Grotte durch.
Im Ersten Weltkrieg wurde die Najade vom 18. März 1916 bis Juli 1918 von der Kaiserlichen Marine requiriert, bewaffnet und als Hilfsschiff (Handelsschutzboot Hs 59, später Hs 19) eingesetzt. Nach Kriegsende wurde das Schiff am 3. April 1919 dem Norddeutschen Lloyd zurückgegeben und wieder im Nordseebäderdienst eingesetzt. Im Juni 1920 wurde es zur Verstärkung des Seediensts Ostpreußen in die Ostsee entsandt, als gebürtige Ost- und Westpreußen mittels der sogenannten „Abstimmungsfahrten“ im Juli 1920 über die Ostsee in ihre Geburtsorte reisten, um bei den Volksabstimmungen im Gefolge des Versailler Vertrags für den Verbleib ihrer Heimat bei Deutschland abzustimmen. Allerdings erlitt die Najade kurz vor Beginn der eigentlichen Aktion einen Kesselschaden und lag daher in Stolpmünde fest, ohne zum Einsatz zu kommen. Nach Reparatur fuhr die Najade wieder auf ihrer angestammten Strecke zwischen Bremerhaven, Norderney und Helgoland, bis sie 1927 durch die neue, mehr als dreimal so große Roland ersetzt wurde.
Das alte Schiff wurde 1928 verkauft und 1929 in Rotterdam abgewrackt.